# Donata Karalienė

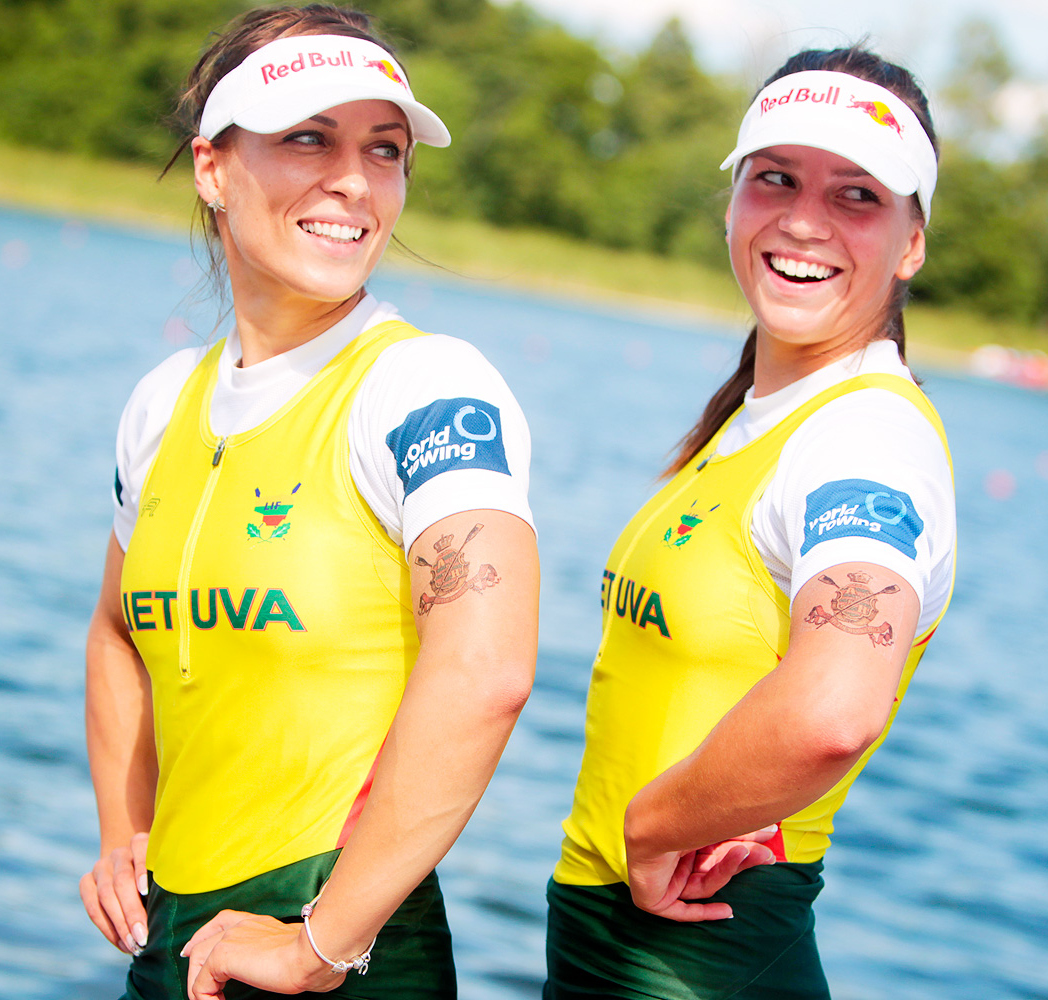
Donata Vištartaitė (links) und Milda Valčiukaitė (2014)

Donata Karalienė (* 11. Juni 1989 in Gūbriai, Rajongemeinde Šilalė als Donata Vištartaitė) ist eine litauische Ruderin.

## Sportliche Karriere
Die 1,70 m große Donata Vištartaitė belegte bei den Junioren-Weltmeisterschaften 2006 den siebten Platz im Einer, bei den Junioren-Weltmeisterschaften 2007 gewann sie die Bronzemedaille. Bei den U23-Weltmeisterschaften 2008 belegte sie zusammen mit Lina Saltytė den neunten Platz im Doppelzweier. Bei den Europameisterschaften 2008 belegten die beiden den achten und letzten Platz, sie traten auch mit dem Doppelvierer an und kamen hier auf den sechsten Rang von sechs Booten. 2009 startete Donata Vištartaitė wieder im Einer. Sie erreichte den vierten Platz bei den U23-Weltmeisterschaften und den siebten Platz bei den Europameisterschaften. 2010 erreichte sie erstmals ein A-Finale im Ruder-Weltcup und gewann die U23-Weltmeisterschaften. Diesen Titel verteidigte sie 2011, bei den Weltmeisterschaften in der Erwachsenenklasse erreichte sie 2011 den neunten Platz. Zum Abschluss der Saison gewann sie bei den Europameisterschaften die Bronzemedaille. 2012 belegte sie im Einer den achten Platz bei den Olympischen Spielen in London und gewann die Europameisterschaften in Varese.
Seit 2013 rudert Donata Vištartaitė mit Milda Valčiukaitė im Doppelzweier, gleich in ihrer ersten gemeinsamen Saison siegten die beiden sowohl bei den Europameisterschaften als auch bei den Weltmeisterschaften. 2014 belegten die beiden im Weltcup dreimal den zweiten Platz, bei den Weltmeisterschaften verpassten sie als Vierte die Medaillenränge. Die Rudersaison 2015 begann für die Litauerinnen mit einer Silbermedaille bei den Europameisterschaften. Anfang Juli folgte der Sieg bei der Universiade. Bei den Weltmeisterschaften erreichten sie den fünften Platz. 2016 siegten die beiden Litauerinnen bei den Olympischen Spielen 2016 in ihrem Vorlauf, belegten im Halbfinale den zweiten Platz und gewannen im Finale die Bronzemedaille. Das war die dritte olympische Medaille im Rudern für Litauen. 2021 kehrte Donata Vištartaitė als Donata Karalienė zurück. Donata Karalienė und Milda Valčiukaitė gewannen bei den Europameisterschaften in Varese die Silbermedaille hinter dem rumänischen Doppelzweier. Bei den Olympischen Spielen in Tokio siegten die Rumäninnen vor den Booten aus Neuseeland und aus den Niederlanden. Mit fast zwei Sekunden Rückstand auf die Bronzemedaille belegte der litauische Doppelzweier den vierten Platz.
2022 ruderte Karalienė zusammen mit Dovilė Rimkutė auf den vierten Platz bei den Europameisterschaften in München. Bei den Weltmeisterschaften erreichten sie mit dem Doppelvierer den siebten Platz. 2023 bei den Europameisterschaften in Bled traten Karalienė und Rimkutė wieder im Doppelzweier an und gewannen die Silbermedaille hinter den Rumäninnen. Drei Monate später bei den Weltmeisterschaften in Belgrad siegten ebenfalls die Rumäninnen vor den Litauerinnen. 2024 bei den Europameisterschaften in Szeged gewann der norwegische Doppelzweier mit zwei Sekunden Vorsprung vor den Litauerinnen, die drittplatzierten Rumäninnen lagen weitere zwei Sekunden zurück. Danach konnten die Litauerinnen die Form nicht wieder erreichen. Bei den Olympischen Spielen in Paris erreichte der litauische Doppelzweier als einziges Boot weder A-Finale noch B-Finale.
Von 2014 bis 2016 war sie dreimal in Folge Teil von Litauens Damenmannschaft des Jahres.

## Privates
Am 3. September 2016 heiratete sie und nahm den Ehenamen Karalienė an.